# Astacoides caldwelli
Astacoides caldwelli là một loài động vật giáp xác trong họ Parastacidae. Nó là loài đặc hữu vùng cao nguyên miền đông Madagascar, trong các tỉnh Antananarivo (bao gồm Mandraka, Andasibe, Lac Mantasoa, Behenjy, Vakinankaratra, Ambatolampy, Antsampandrano) và Fianarantsoa.
A. caldwelli chủ yếu được tìm thấy trong các con sông chảy qua khu vực rừng núi ở độ cao 600–800 m. Các quần thể bị đe dọa mất môi trường sống cũng như sự săn bắt từ các loài du nhập và đánh bắt từ các ngư dân địa phương.